# Fort Jefferson

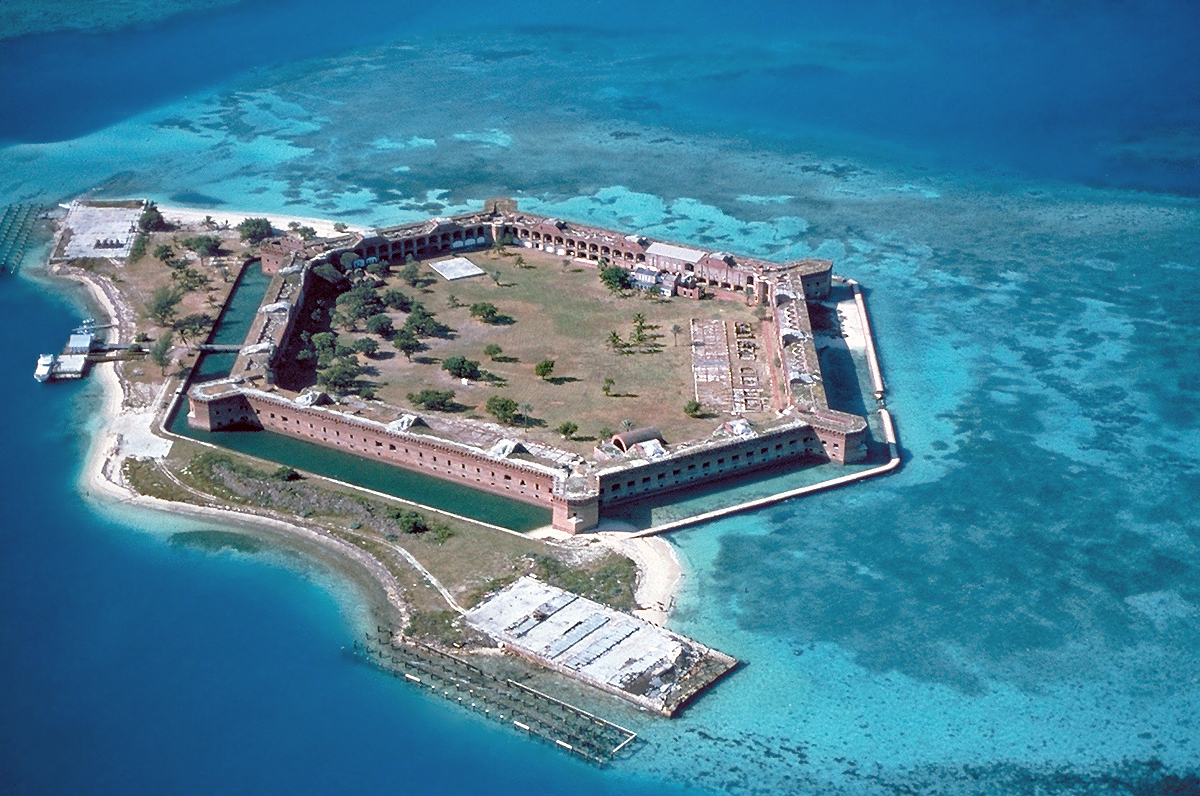
Luftaufnahme von Fort Jefferson

Das Fort Jefferson ist ein Fort, das am südlichen Ende der Florida Keys platziert ist. Es befindet sich ca. 110 km westlich vor Key West auf Garden Key, der zweitgrößten Insel der Dry Tortugas, einer Inselgruppe aus Korallenriffen und Sand. Es wurde nach dem US-amerikanischen Präsidenten Thomas Jefferson benannt. Es konnten 450 Kanonen und 1500 Mann untergebracht werden.

## Beschreibung
Die Mauern des sechseckigen Fort erreichten ihre abschließende Höhe von knapp 14 m im Jahre 1862. Von den Unterkünften und dem Leuchtturm sind nur noch die Fundamente erhalten.

## Geschichte

### Das Militärfort

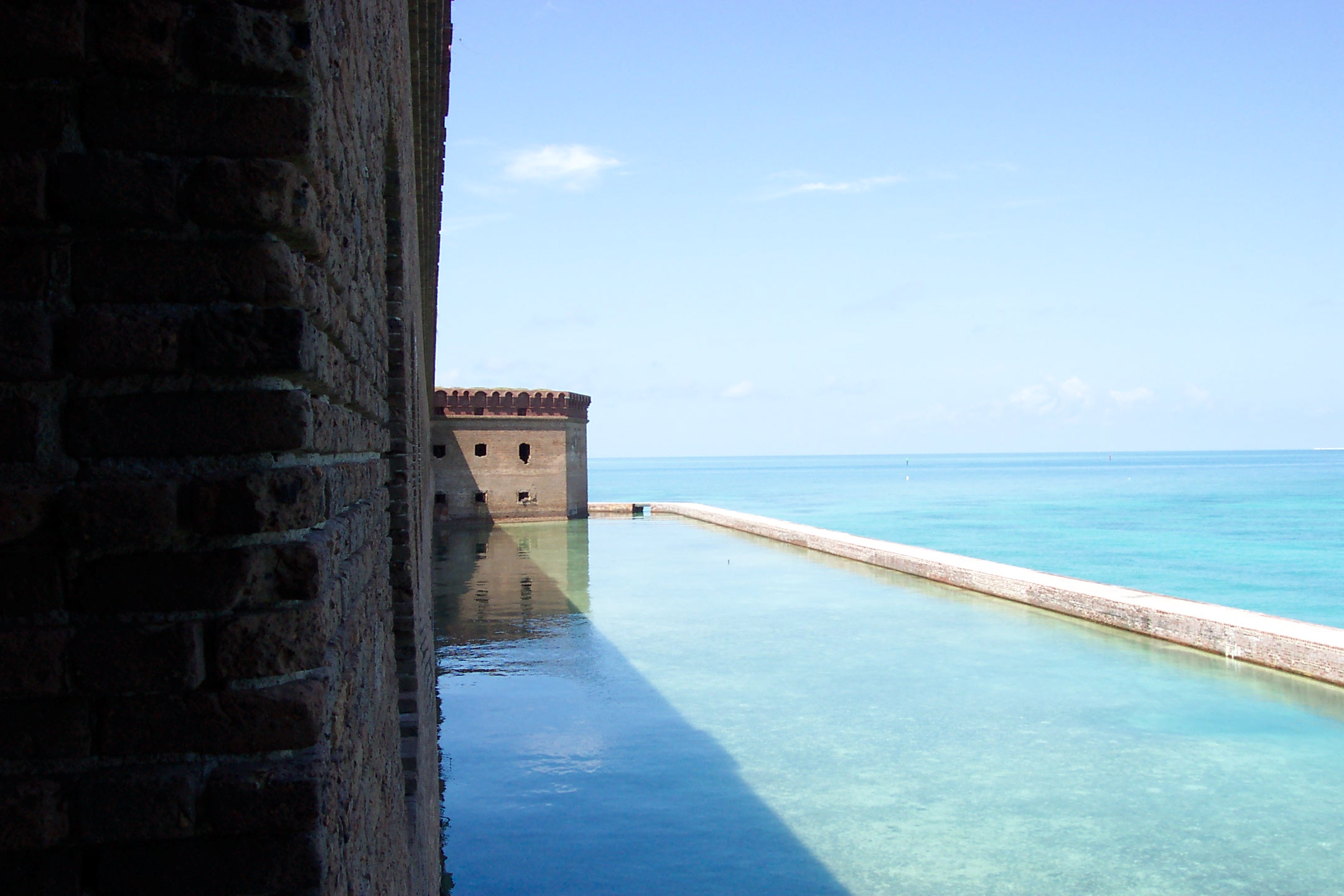
Burggraben des Fort Jefferson

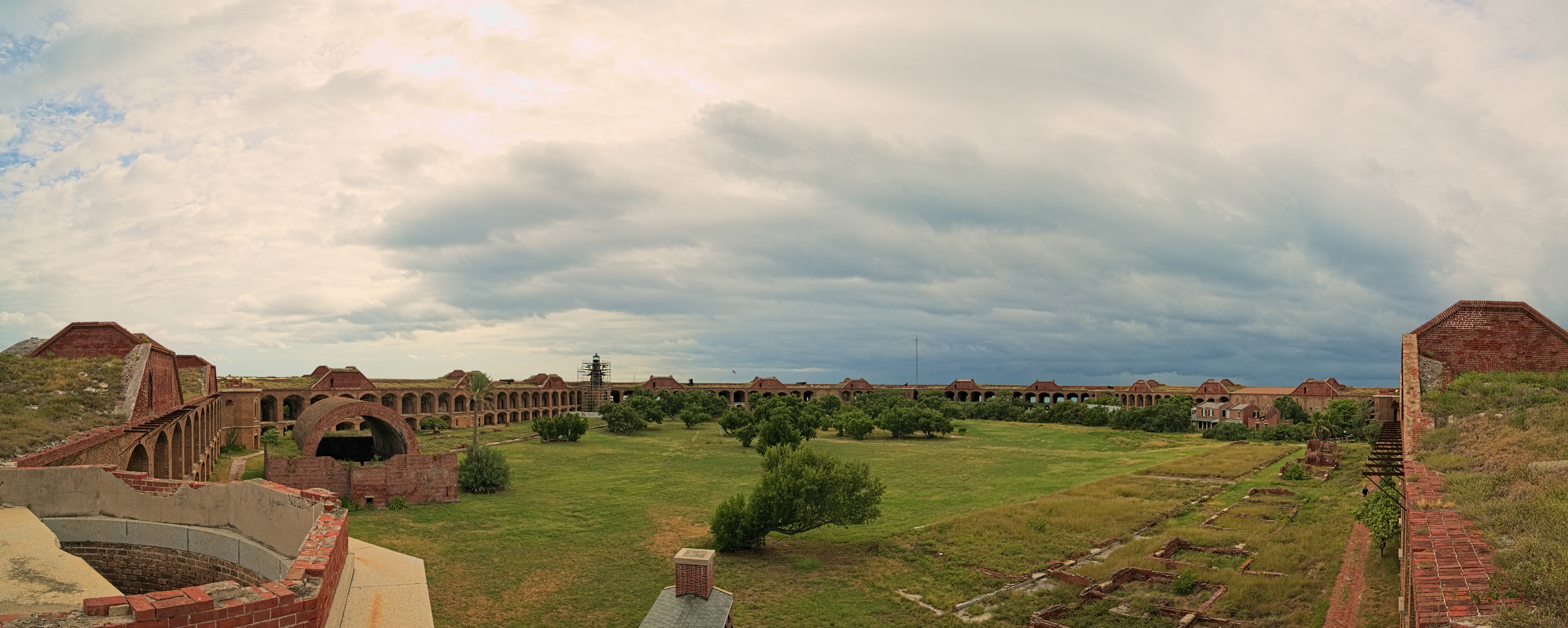
Innenhof von Fort Jefferson von der Randmauer aus gesehen

Der erste feste Bau des Forts war der 1825 erbaute Leuchtturm. Das Fort selbst wurde ab 1846 aus 16 Millionen roten Ziegelsteinen gebaut; 1850 nahm es seinen Betrieb auf. Die Soldaten wurden in leichten Holzbauten und Zelten auf dem Forthof untergebracht. Der Bau des Forts schleppte sich über mehr als 30 Jahre hin; letztlich wurde es nie fertiggestellt. Der Bau des Grabens, zwischen dem Fort und dem angrenzenden Korallenriff, war eine technische Meisterleistung. Während des Amerikanischen Bürgerkrieges machten neue Kanonentechniken das Fort verletzbar, wodurch es an militärischem Wert verlor.
Es kam in seiner Geschichte niemals zu einer Kampfhandlung, was für die Soldaten sehr demoralisierend war. Zudem fügte 1867 eine Gelbfieberepidemie der Besetzung des Forts erhebliche Schäden zu, da das medizinische Personal noch vor den ersten Soldaten daran starb. Der inhaftierte Arzt Samuel Mudd konnte allerdings eine weitere Ausbreitung verhindern und zahlreiche Soldaten erfolgreich behandeln. Aufgrund dieser Leistung wurde er unverzüglich entlassen und 1869 begnadigt.

### Das Gefängnis
Noch während des Bürgerkrieges wurde das Fort zum Gefängnis für Fahnenflüchtige und politische Gefangene. Außerdem diente das Fort als Nachschublager für die kämpfenden Einheiten im Mississippi-Delta. Mehrere an der Ermordung des amerikanischen Präsidenten Abraham Lincoln beteiligte Personen waren hier inhaftiert, so auch Samuel Mudd. Das Fort wurde auch nach dem Bürgerkrieg als Gefängnis genutzt. Nach einigen Hurrikanen und einer Gelbfieberepidemie verließ die Armee das Fort 1874.

### Gelegentliche Nutzung
Während des Spanisch-Amerikanischen Krieges nutzte die Navy das Fort noch einmal vorübergehend. Von 1888 bis 1900 wurde das Fort als Quarantänestation genutzt und auch während des Ersten Weltkrieges wurde es kurzzeitig wieder durch das Heer besetzt.

### Das Vogelreservat
1908 wurde das Gebiet mit dem Fort als Vogelreservat gekennzeichnet. Am 4. Januar 1935 machte Präsident Roosevelt das Fort zum National Monument, damit es erhalten bleibt und gefördert wird. Am 10. November 1970 wurde das Fort in das National Register of Historic Places eingetragen. Am 26. Oktober 1992 veranlasste Präsident Bush, dass das Vogelreservat in den Stand eines Nationalparks erhoben wird. So entstand der Nationalpark „Dry Tortugas“, der ein beliebtes Revier für Tauchsportler ist.